# Lemuel Nelson Bell
Lemuel Nelson Bell (* 1894 in Longdale, Virginia; † 1973 in Montreat, North Carolina) war ein US-amerikanischer Arzt, Missionar und Mitbegründer der Zeitschrift Christianity Today.

## Leben
Bell wurde in Longdale (Virginia) geboren. Im Alter von elf Jahren hatte er ein Bekehrungserlebnis. Nach seiner Ausbildung zum Arzt am Medical College of Virginia ging er für die nächsten 25 Jahre als Arzt und Missionar der Southern Presbyterian Church nach China. Im Jahr 1941 kehrte Bell in die Vereinigten Staaten zurück und praktizierte als Arzt in Asheville. Seiner konservativen Gesinnung als Presbyterianer verlieh er in dem von ihm 1942 gegründeten Southern Presbyterian Journal eine Stimme. Bell war maßgeblich daran beteiligt, dass die geplante Zusammenführung der Southern Presbyterian Church mit der Presbyterian Church in the U.S.A. nicht vollzogen wurde, da diese seiner Meinung nach zu liberal war. Zusammen mit seinem Schwiegersohn, Billy Graham, gründete er die evangelikale Zeitschrift Christianity Today, in der er von ihm verfasste Kolumnen veröffentlichte und dem Verwaltungsrat angehörte.